# Ungarische Flugzeugfabrik
L'Ungarische Flugzeugfabrik AG, abbreviata Ufag, era un'azienda aeronautica con sede a Budapest, nell'allora Impero austro-ungarico, tra il 1915 ed il 1918.
Fondata da Freiherr Karl von Škoda a Budapest durante lo svolgimento della prima guerra mondiale, produceva velivoli da combattimento su licenza della Jacob Lohner Werke und Sohn e della Hansa und Brandenburgischen Flugzeugwerke GmbH. Proprio dall'Hansa-Brandenburg C.II l'Ufag sviluppò un proprio modello di aereo da ricognizione Ufag C.I. Esso venne prodotto in oltre cento esemplari dalla Ufag e in 36 dalla Phonix, che pure aveva tratto dallo stesso Hansa-Brandenburg C.II il Phönix C.I. L'Ufag servì al fronte dalla primavera 1918 alla fine della guerra e fu successivamente fornito alla Romania.

## Velivoli prodotti
(lista parziale)
- Ufag C.I

### Su licenza
- Hansa-Brandenburg C.I
- Lohner C.I